# Andrzej Wołłowicz
Andrzej Wołłowicz herbu Bogoria (ur. 1 grudnia 1750, zm. 9 marca 1822 w Kaliszu) – polski duchowny katolicki, rektor Hospicjum św. Stanisława w Rzymie, kanonik płocki w 1773 roku, kanonik warszawski w 1784 roku, proboszcz w Iłży, opat komendatoryjny czerwiński, od 1819 pierwszy ordynariusz diecezji kujawsko-kaliskiej, senator duchowny Królestwa Polskiego (kongresowego) w 1819 roku, archidiakon warszawskiej kapituły katedralnej w 1818 roku, kanonik katedralny warszawski w 1812 roku, sędzia pokoju powiatu warszawskiego Księstwa Warszawskiego.
Jako archidiakon kapituły warszawskiej, przystąpił do Konfederacji Generalnej Królestwa Polskiego w 1812 roku.
Ingres bpa Andrzeja Wołłowicza do kościoła św. Mikołaja Biskupa w Kaliszu odbył się 4 lipca 1819.
Posiadał polskie Order Orła Białego i Order św. Stanisława, a także rosyjski Order św. Aleksandra Newskiego.